# Marco Servilio Pulice Gemello
Marco Servilio Pulice Gemello (latino: Marcus Servilius Pulex Geminus) (fl. III secolo a.C.) è stato un politico romano del III secolo a.C. appartenente alla gens Servilia.

## Biografia
Eletto augure alla morte di Spurio Carvilio Massimo, nel 204 a.C. divenne edile curule e pose delle quadrighe d'oro sul Campidoglio.
Nel 203 a.C. viene nominato magister equitum dal dittatore Publio Sulpicio Galba Massimo e l'anno successivo fu eletto console con Tiberio Claudio Nerone nel 202 a.C.. Durante il suo consolato, mentre il collega ricevette il compito di partire per l'Africa ad affiancare Scipione l'Africano, fu incaricato di restare a Roma, per tenere i comizi. Una volta però che gli fu confermata l'Etruria come provincia da governare anche per l'anno successivo, elesse dittatore suo fratello Gaio Servilio Gemino affinché svolgesse i suoi incarichi da console al posto suo in città.